# Initiative centre-européenne
Pour les articles homonymes, voir CEI.

États membres de l'Initiative centre-européenne.

L’Initiative centre-européenne (ou CEI, sigle du nom officiel en anglais : Central European Initiative), créée en 1989, se présente comme la première organisation européenne subrégionale. Elle a reçu l'appui direct de l'Union européenne (dont elle est indépendante).
Construite sous la structure d'un forum intergouvernemental, elle vise la coopération économique, politique, sociale et culturelle. Elle a pour premier but d'aider la transition des pays de l'Europe centrale vers l'Union européenne.
Lors de sa création, elle regroupait quatre pays : l'Italie, l'Autriche, la Hongrie et la république fédérative socialiste de Yougoslavie.

## Attributions
L'organisation est, par ses membres, mixte. De fait, elle est constituée de représentants de pays déjà membres de l'Union européenne (comme l'Italie ou l'Autriche) et d'autres qui y aspirent (comme l'Albanie). N'ayant pas les ressources propres pour l'aide au développement démocratique, elle mise sur l'expertise des pays de l'UE pour consolider les moyens de coopération entre organismes financiers.

## Pays membres

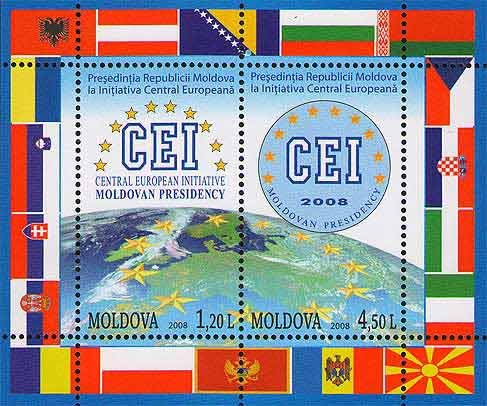
Timbres moldaves édités à l'occasion de la présidence de la Moldavie en 2008.

Entre parenthèses, la date d'entrée du pays.
- Albanie (1995)
- Autriche (1989)
- Biélorussie (1995)
- Bosnie-Herzégovine (1992 - dès 1989 au sein de la république fédérative socialiste de Yougoslavie)
- Bulgarie (1995)
- Croatie (1992 - dès 1989 au sein de la république fédérative socialiste de Yougoslavie)
- Italie (1989)
- Hongrie (1989)
- Macédoine du Nord (1993 - dès 1989 au sein de la république fédérative socialiste de Yougoslavie)
- Moldavie (1996)
- Monténégro (2006 - dès 1989 au sein de la république fédérative socialiste de Yougoslavie puis en 2000 au sein de la Serbie-et-Monténégro)
- Pologne (1991)
- Roumanie (1995)
- Serbie (2006 - dès 1989 au sein de la république fédérative socialiste de Yougoslavie puis en 2000 au sein de la Serbie-et-Monténégro)
- Slovaquie (1993 - dès 1990 avec la Tchécoslovaquie)
- Slovénie (1992 - dès 1989 au sein de la république fédérative socialiste de Yougoslavie)
- Tchéquie (1993 - dès 1990 avec la Tchécoslovaquie)
- Ukraine (1995)